# フォンテーヌブロー派

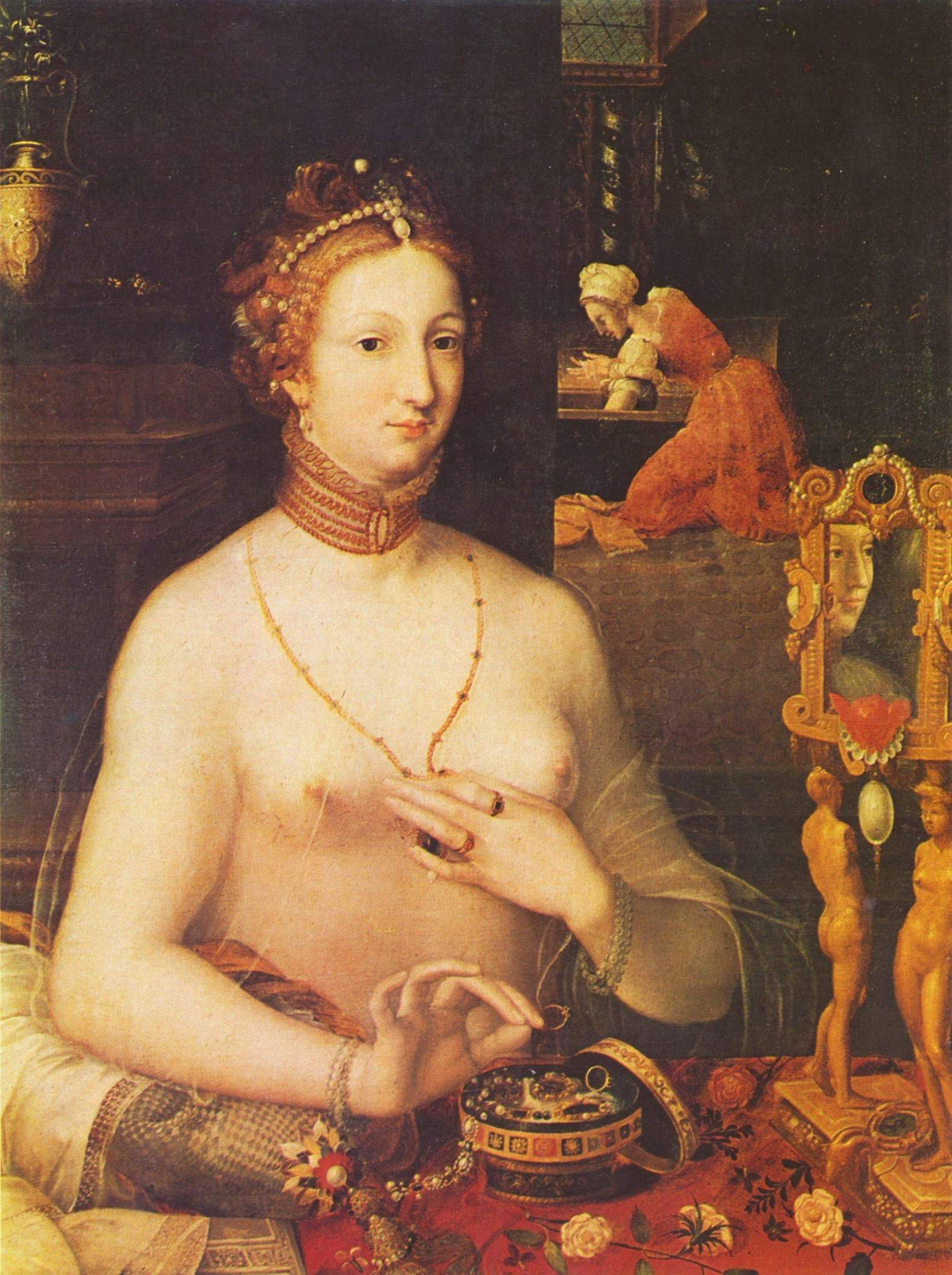
「浴室の貴婦人」（ディジョン美術館蔵）

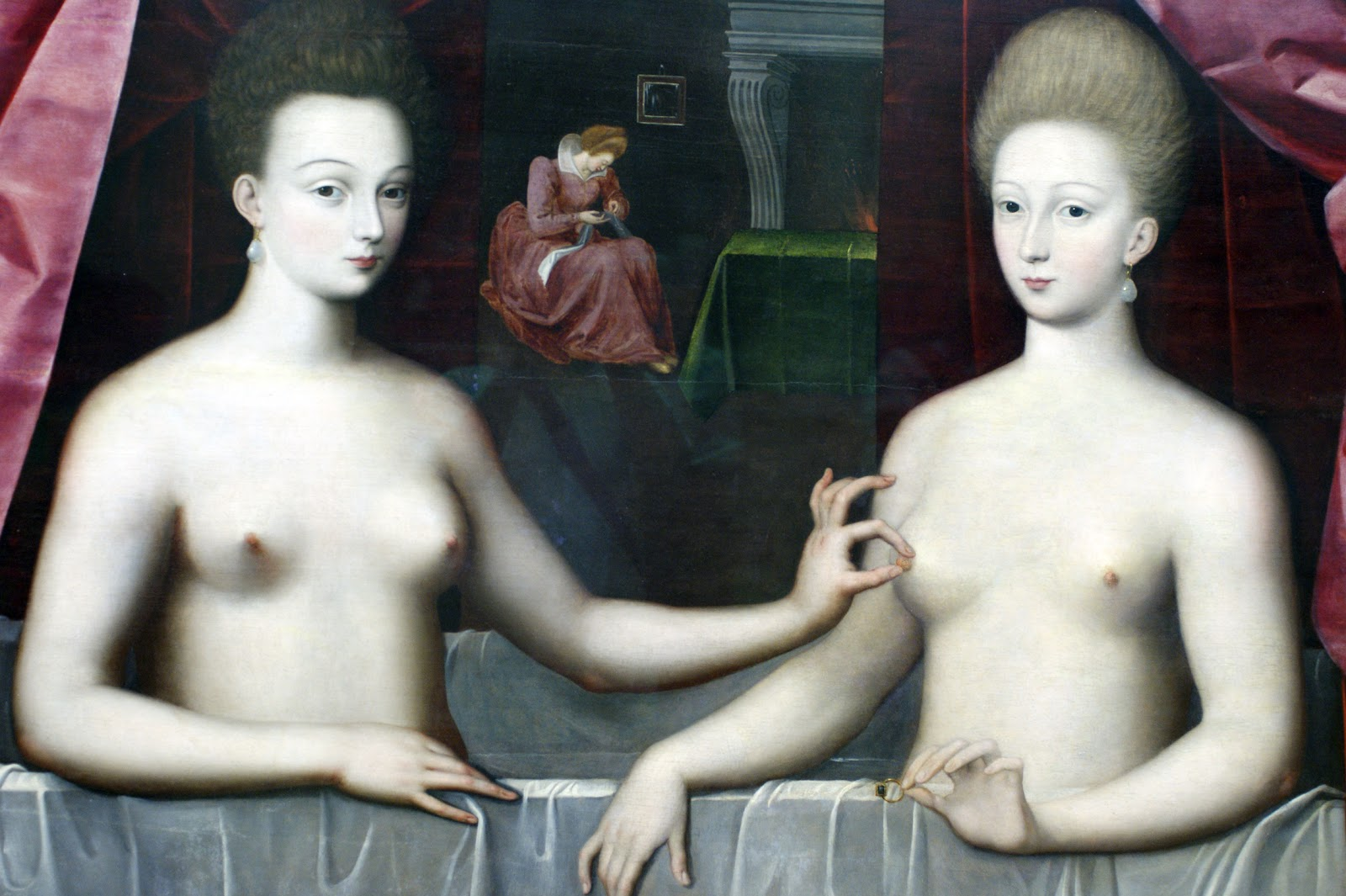
「ガブリエル・デストレとその妹ビヤール公爵夫人」（ルーヴル美術館蔵）

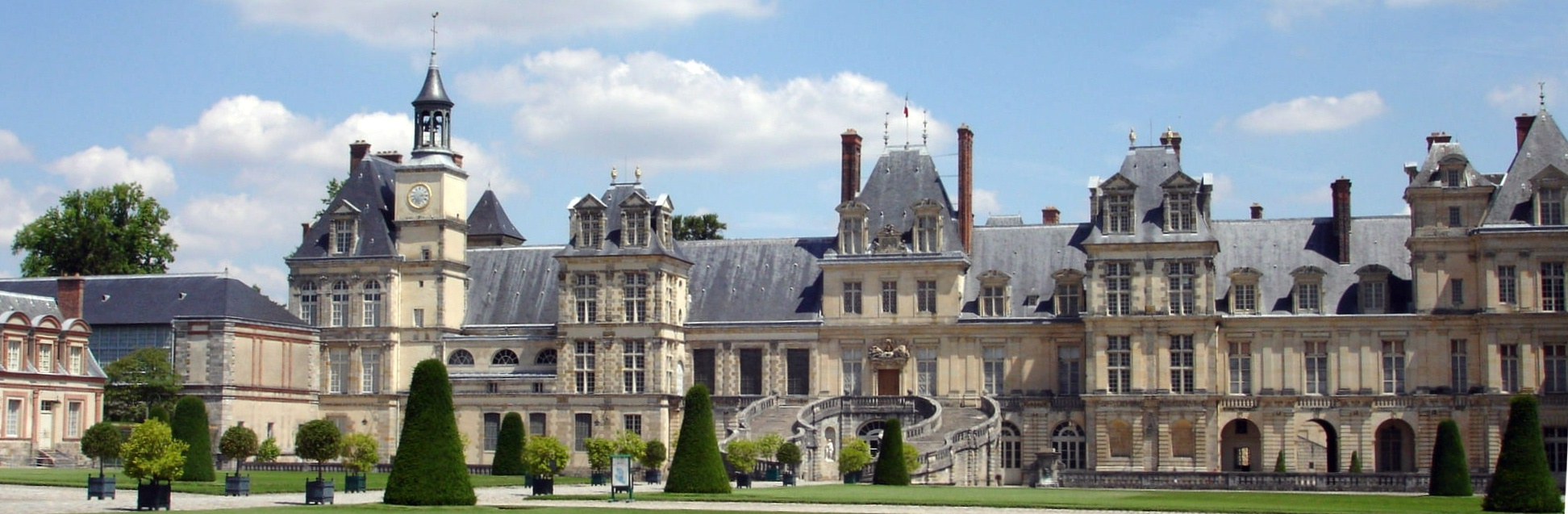
フォンテーヌブロー城

フォンテーヌブロー派（フォンテーヌブローは、仏：École de Fontainebleau、英：School of Fontainebleau）は、フランス・ルネサンス期に宮廷で活躍した画家のグループである。名の伝わらない画家も多い。
フランソワ1世の時代に招かれたロッソ・フィオレンティーノに始まり、続くフランチェスコ・プリマティッチオやニコロ・デッラバーテなどイタリア出身のルネサンス（マニエリスム）の画家によって基礎が築かれた。
16世紀末の絵画『ガブリエル・デストレとその妹ビヤール公爵夫人』（2人の裸婦が描かれ、左の女性が右の女性の乳首をつまんでいる）は様々に引用され、有名な作品であるが、筆者は不明である。官能的なテーマはいかにもフォンテーヌブロー派を象徴している。